# Kim Hye-kyung
Kim Hye-kyung (tiếng Hàn: 김혜경; Hanja: 金惠景; sinh ngày 12 tháng 9 năm 1966) còn được gọi là Kim Hye-gyeong, là một nghệ sĩ dương cầm và là Đệ nhất Phu nhân Hàn Quốc của Tổng thống Lee Jae-myung, nhậm chức vào ngày 4 tháng 6 năm 2025.